# Deichmann
Deichmann SE – międzynarodowa sieć sklepów obuwniczych, której placówki znajdują się w kilkudziesięciu krajach Europy, a także w Turcji oraz USA. W ofercie sklepów Deichmann poza obuwiem znajdują się akcesoria takie jak: torebki, paski, portfele, czapki itp.
Siedziba główna spółki Deichmann SE znajduje się w Essen (Niemcy). Założona została w 1913 roku i do tej pory w całości należy do rodziny założycieli. Pod nazwą spółki prowadzone są sklepy w Niemczech, Bułgarii, Danii, Wielkiej Brytanii, we Włoszech, Chorwacji, na Litwie, w Austrii, Polsce, Portugalii, Rumunii, Szwecji, Serbii, na Słowacji, w Słowenii, Hiszpanii, w Czechach, Turcji, na Węgrzech oraz w Bośni i Hercegowinie. Ponadto grupa reprezentowana jest także w Szwajcarii (sklepy Dosenbach/Ochsner/Ochsner Sport), Holandii (vanHaren) oraz w Stanach Zjednoczonych (Rack Room Shoes/Off Broadway), a także jako sieć sklepów Roland w Niemczech.